# Nerea Camacho
Nerea Camacho Ramos (Balanegra, 1996. május 15. –) andalúziai születésű Goya-díjas spanyol színésznő.

## Életrajz
Balanegrában, egy andalúz kisközségben született egy asztúriai származású család gyermekeként. Kilencévesen kezdett színészetet tanulni egy felnőttképzési intézetben, ahol összesen 9 hónapot töltött. Részt vett az Internátus és Gominolas sorozatok szereplőválogatásán is, de nem kapott szerepet egyik sorozatban sem.
Első szerepét a Javier Fesser rendezte Camino című spanyol filmben kapta, ahol a főszereplő, Camino szerepét alakította. A filmbeli alakításáért 2009-ben, 12 évesen és 261 naposan megkapta a legjobb új színésznőnek járó Goya-díjat.
A sikeres kezdet ellenére, a Caminót követően csak mellékszerepeket kapott: vendégszereplőként egy epizód erejéig feltűnt az Antena 3 csatorna Los protegidos című sorozatában, valamint a kevésbé ismert Héroes című filmben is. 2010-ben szerepet kapott A felhők fölött 3 méterrel című, nagy sikert arató romantikus drámában, ahol a főszereplő testvérét alakította. A film 2010-ben a legnézettebb produkció volt Spanyolországban.
A felhők fölött 3 méterrel film folytatásában, a 2012 júniusában bemutatott, Tengo ganas de ti-ben is ő alakította Daniela szerepét.

## Filmográfia

### Film
- Camino (2008)
- Héroes (2010)
- A felhők fölött 3 méterrel (2010)
- La chispa de la vida (2011)
- Tengo ganas de ti (2012)

### Televízió
| Év   | Cím                               | Eredeti cím           | Szerep                    | Magyar hang       | TV Stúdió     |
| ---- | --------------------------------- | --------------------- | ------------------------- | ----------------- | ------------- |
| 2017 |                                   | En tierras salvajes   | Alejandra Rivelles Zavala |                   | Las Estrellas |
| 2016 | Victoria, a rabszolgák megmentője | La esclava blanca     | Victoria Quintero         | Andrusko Marcella | Caracol       |
| 2014 |                                   | Bienvenidos al Lolita | Greta Vidal Martín        |                   | Antena 3      |
| 2013 | A bárka                           | El barco              | Sandra                    |                   | Antena 3      |
| 2010 |                                   | Los protegidos        | Vanessa                   |                   | Antena 3      |